# The Addison Tour
The Addison Tour será la primera gira de conciertos  de la cantante estadounidense Addison Rae, en apoyo a su álbum debut, Addison (2025). Está previsto que comience el 26 de agosto de 2025 en Dublín, Irlanda, y concluya el 18 de noviembre de 2025 en Sídney, Australia. Con un total de 31 conciertos repartidos por Norteamérica, Europa y Australia.

## Antecedentes
El 17 de junio de 2025, Rae anunció que emprendería su primera gira de conciertos, The Addison Tour, con veinticuatro fechas en Europa, Norteamérica y Australia. Las fechas de preventa y venta general se anunciaron simultáneamente. La preventa comenzó el 18 de junio, y la venta general el 20 de junio de 2025. Durante la preventa, las colas virtuales en Ticketmaster para varias fechas en Estados Unidos llegaron a tener hasta 100,000 dispositivos en espera. Poco después, Rae anunció fechas adicionales en Nueva York y Los Ángeles para el 3 y 20 de octubre, respectivamente, debido a la alta demanda. El mismo día se anunciaron tres conciertos extra para Australia. El 19 de junio, Rae añadió una fecha adicional en Londres y otra en Houston por la gran demanda, además de un cambio de recinto en Colonia, Alemania.

## Fechas
| Fechas           | Ciudad           | País           | Recinto                   |
| ---------------- | ---------------- | -------------- | ------------------------- |
| 25 de agosto     | Dublín           | Irlanda        | 3Arena                    |
| 28 de agosto     | Mánchester       | England        | Manchester Academy        |
| 30 de agosto     | Londres          | England        | O2 Academy Brixton        |
| 31 de agosto     | Londres          | England        | O2 Academy Brixton        |
| 2 de septiembre  | París            | Francia        | Le Zénith                 |
| 4 de septiembre  | Bruselas         | Bélgica        | Cirque Royal              |
| 5 de septiembre  | Ámsterdam        | Países Bajos   | Melkweg                   |
| 7 de septiembre  | Berlín           | Alemania       | Uber Eats Music Hall      |
| 8 de septiembre  | Colonia          | Alemania       | Palladium                 |
| 22 de septiembre | Austin           | Estados Unidos | ACL Live                  |
| 23 de septiembre | Houston          | Estados Unidos | 713 Music Hall            |
| 25 de septiembre | Dallas           | Estados Unidos | South Side Ballroom       |
| 27 de septiembre | Nashville        | Estados Unidos | The Pinnacle              |
| 28 de septiembre | Atlanta          | Estados Unidos | The Eastern               |
| 30 de septiembre | Washington D. C. | Estados Unidos | The Anthem                |
| 1 de octubre     | Nueva York       | Estados Unidos | Brooklyn Paramount        |
| 3 de octubre     | Nueva York       | Estados Unidos | Terminal 5                |
| 5 de octubre     | Boston           | Estados Unidos | Roadrunner                |
| 7 de octubre     | Filadelfia       | Estados Unidos | The Fillmore Philadelphia |
| 8 de octubre     | Toronto          | Canadá         | Rebel                     |
| 10 de octubre    | Chicago          | Estados Unidos | Riviera Theatre           |
| 13 de octubre    | Denver           | Estados Unidos | Mission Ballroom          |
| 16 de octubre    | Oakland          | Estados Unidos | Fox Oakland Theatre       |
| 19 de octubre    | Los Ángeles      | Estados Unidos | Wiltern Theatre           |
| 20 de octubre    | Los Ángeles      | Estados Unidos | Wiltern Theatre           |
| 11 de noviembre  | Melbourne        | Australia      | Forum Theatre             |
| 12 de noviembre  | Melbourne        | Australia      | Forum Theatre             |
| 14 de noviembre  | Brisbane         | Australia      | Fortitude Music Hall      |
| 15 de noviembre  | Brisbane         | Australia      | Fortitude Music Hall      |
| 17 de noviembre  | Sydney           | Australia      | Enmore Theatre            |
| 18 de noviembre  | Sydney           | Australia      | Enmore Theatre            |